# Matrice orthogonale
Une matrice carrée A (n lignes, n colonnes) à coefficients réels est dite orthogonale si At A = In, où At est la matrice transposée de A et In est la matrice unité.

## Exemples
Des exemples de matrices orthogonales sont les matrices de rotation, comme la matrice de rotation plane d'angle θ
{\displaystyle {\begin{pmatrix}\cos \theta &-\sin \theta \\\sin \theta &\cos \theta \end{pmatrix}}}
ou les matrices de permutation, comme
{\displaystyle {\begin{pmatrix}0&1&0\\0&0&1\\1&0&0\end{pmatrix}}.}

## Propriétés
- Une matrice réelle A est orthogonale si et seulement si elle est inversible et son inverse est égal à sa transposée : A−1 = At[1].
- Une matrice carrée est orthogonale si et seulement si ses vecteurs colonnes sont orthogonaux deux à deux et de norme 1. Ainsi une matrice orthogonale représente une base orthonormée[1].
- Également, une matrice carrée est orthogonale si et seulement si sa transposée l'est (c.-à-d. A At = In), donc si et seulement si ses vecteurs lignes sont orthogonaux deux à deux et de norme 1[1].
- Le déterminant d'une matrice orthogonale est de carré 1, c'est-à-dire qu'il est égal à +1 ou –1 (la réciproque est trivialement fausse : il existe des matrices de déterminant +1 ou -1 qui ne sont pas orthogonales). Une matrice orthogonale est dite directe si son déterminant vaut +1 et indirecte s'il vaut –1[2].
- Le conditionnement d'une matrice orthogonale est égal à 1.
- La multiplication d'un vecteur par une matrice orthogonale préserve la norme euclidienne (associée au produit scalaire canonique de Rn) de ce vecteur.
- L'ensemble de ces matrices est un groupe appelé groupe orthogonal et noté O(n, R). Il s'interprète de manière géométrique comme étant l'ensemble des isométries vectorielles, aussi appelées automorphismes orthogonaux, de l'espace euclidien Rn. Plus précisément, un endomorphisme d'un espace euclidien est orthogonal si, et seulement s'il existe une base orthonormée dans laquelle sa matrice est orthogonale (et si tel est le cas, sa matrice dans toute base orthonormée sera encore orthogonale)[3].
- L'ensemble des matrices orthogonales directes (de déterminant égal à 1) forme un sous-groupe du groupe orthogonal, appelé groupe spécial orthogonal et noté SO(n, R). En dimension 3, il s'interprète de manière géométrique comme étant l'ensemble des rotations de l'espace euclidien R3 (l'axe de rotation étant donné par le sous-espace propre associé à la valeur propre +1)[3].
- Ce résultat se généralise ainsi en dimension quelconque : toute matrice orthogonale est semblable, via une matrice de passage elle-même orthogonale, à une matrice de la forme{\displaystyle {\begin{pmatrix}{\begin{matrix}R_{1}&&\\&\ddots &\\&&R_{p}\end{matrix}}&0\\0&{\begin{matrix}\varepsilon _{1}&&\\&\ddots &\\&&\varepsilon _{q}\end{matrix}}\\\end{pmatrix}},}où les Ri sont des matrices de rotations planes et chaque εj vaut soit 1, soit –1.
- Les matrices orthogonales sont les matrices unitaires à coefficients réels. Les deux termes sont donc équivalents quand on travaille sur  {\displaystyle \mathbb {R} }[4].